# Аухадієв Кенес Мустаханович
Кенес Мустаханович Аухадієв (нар. 27 грудня 1938, село Мукри Кіровського району, тепер Коксуського району Алматинської області, Республіка Казахстан — 23 січня 2022) — радянський казахський державний діяч, 1-й секретар Алма-Атинського обласного комітету КП Казахстану. Член Бюро ЦК КП Казахстану. Член ЦК КПРС у 1981—1986 роках. Депутат Верховної Ради Казахської РСР 9—11-го скликань. Депутат Верховної Ради СРСР 10—11-го скликань. Член-кореспондент Інженерної академії Республіки Казахстан (з 1992 року).

## Життєпис
Народився в селянській родині в селі Мукри Кіровського району (за іншими даними — в аулі Малибай Чилікського району) Алма-Атинської області. У 1953 році вступив до комсомолу.
У 1960—1962 роках — бригадир комсомольської тракторної бригади колгоспу імені Леніна Панфіловського району Алма-Атинської області.
Член КПРС з 1962 року.
У 1962—1966 роках — 1-й секретар Панфіловського районного комітету ЛКСМ Казахстану Алма-Атинської області.
У 1966—1968 роках — відповідальний організатор, заступник завідувача відділу ЦК ЛКСМ Казахстану.
У 1968 році закінчив Казахський сільськогосподарський інститут, інженер-механік.
У 1968—1969 роках — 1-й секретар Алма-Атинського обласного комітету ЛКСМ Казахстану.
У 1969—1971 роках — секретар ЦК ЛКСМ Казахстану.
У 1971—1975 роках — 1-й секретар Совєтського районного комітету КП Казахстану міста Алма-Ати.
У 1975—1978 роках — голова виконавчого комітету Алма-Атинської міської ради депутатів трудящих.
28 квітня 1978 — 29 вересня 1985 року — 1-й секретар Алма-Атинського обласного комітету КП Казахстану.
У 1985—1987 роках — заступник начальника Головрисрадгоспбуду Міністерства меліорації і водного господарства СРСР.
У 1987—1990 роках — старший інженер, начальник відділу, заступник начальника управління Міністерства меліорації і водного господарства Казахської РСР.
У 1991—1993 роках — заступник голови державного концерну «Казводмеліорація».
У 1993—2006 роках — віцепрезидент, президент ВАТ «Тоган» у місті Алмати. З 2006 року — директор ТОВ «Кен-Арна К» у місті Алмати.
Віцепрезидент Міжнародного фонду Д. А. Кунаєва, почесний професор університету імені Д. А. Кунаева, почесний академік проєктної академії «Kazgor».

## Родина
Дружина — Аухадієва Кербез Абілгазізівна. Сини Мукан і Мухтар, дочка Айгуль.

## Нагороди і звання
- орден Жовтневої Революції
- три ордени «Знак Пошани»
- орден Парасат (Казахстан) (2013)
- ювілейна медаль «20 жил Астана» (2018)
- медалі
- Почесний громадянин Енбекшиказахського району Алматинської області
- Почесний громадянин Панфіловського району Алматинської області
- Почесний громадянин Коксуського району Алматинської області
- Почесний громадянин Балха³ського району Алматинської області
- Почесний громадянин міста Алмати
- Почесний громадянин Алматинської області
- Почесний знак ЦК ВЛКСМ
- Знак ЦК ВЛКСМ «За активну роботу в комсомолі»